# Sulfat de taliu (I)
Sulfatul de taliu (I) (denumit și sulfat talos) este o sare a acidului sulfuric cu taliul, cu formula chimică Tl2SO4.

## Utilizări
În ultimele două secole, sulfatul de taliu (I) a fost utilizat ca medicament, însă în prezent nu mai este folosit în acest scop. În anii 1900, a început să fie utilizat ca rodenticid. Începând cu 1975, utilizarea sa a fost interzisă în SUA datorită toxicității sale neselective. De asemenea, acest compus inhibă creșterea plantelor prin inhibarea germinării. În prezent, este utilizat doar în laborator ca sursă de cationi de Tl+.

## Obținere
Sulfatul de taliu (I) se poate obține în mod direct în urma reacției dintre taliul metalic și acidul sulfuric:
{\displaystyle \mathrm {2\ Tl+H_{2}SO_{4}\longrightarrow Tl_{2}SO_{4}+H_{2}} }